# Church Green Engineering
Church Green Engineering Limited war ein britisches Unternehmen im Bereich Automobil und ehemaliger Automobilhersteller.

## Unternehmensgeschichte
Das Unternehmen wurde am 22. November 1977 in East Knoyle in der Grafschaft Wiltshire als Restaurierungsbetrieb gegründet. Zwischen 1978 und 1983 stellte das Unternehmen Automobile her. Der Markenname lautete Gozzy. Insgesamt entstanden sechs Exemplare. Vier Fahrzeuge sollen heute noch existieren. John Richard Hesketh Richards, Nicholas Henry Gold, Paul Frederick Edward Weldon und Peter John Scott waren ab 30. November 1991 Direktoren, von denen der erstgenannte den Posten am 30. Januar 1995 aufgab. Später war das Unternehmen in der Nähe von Shaftesbury in Dorset und zum Schluss in Reading in Berkshire ansässig. Am 14. Juni 1995 traten finanzielle Schwierigkeiten auf, und am 9. September 1997 wurde das Unternehmen aufgelöst.

## Fahrzeuge
Nach der Restauration eines Mercedes-Benz SSK für einen japanischen Auftraggeber entstand eine Nachfrage nach Nachbildungen des Fahrzeugs. Len Terry war am Bau beteiligt. Das Fahrgestell erhielt die Radaufhängungen vom Leyland Sherpa. Ein Sechszylindermotor mit 2800 cm³ Hubraum von Daimler-Benz trieb das Fahrzeug an. Die Karosserie bestand aus Aluminium. Der Neupreis betrug etwa 250.000 DM bzw. ab 30.000 Pfund.
Die britische Automobilzeitschrift Autocar berichtete in ihrer Ausgabe vom 7. November 1981 über das Fahrzeug.